# Rey (ajedrez)
El rey (♔♚) es la pieza más importante del ajedrez, darle jaque mate es el objetivo principal del juego. En los países de habla hispana y portuguesa, el rey es representado por la letra R en la notación algebraica del ajedrez. En caso de que no pueda ser cambiado durante la partida, se la considera una pieza invaluable, sin embargo, algunos autores le atribuyen de dos a cuatro puntos de valor relativo, en una escala de uno a diez, sobre la base de su movilidad, seguridad y el papel activo que juega en el final del juego.
Durante una partida, el rey no puede permanecer bajo la amenaza de piezas enemigas en ningún instante, debe ser colocado de forma segura en el movimiento inmediatamente posterior, en caso de ser atacado. Las reglas de etiqueta en el ajedrez indican que al amenazar al rey del oponente, el atacante puede romper el silencio de la partida y anunciar «¡jaque!» y, en el caso de que el rey no pudiera escapar a la captura, anunciar «¡jaque mate!». Estos gestos se consideran opcionales según el reglamento del juego.
Su movimiento consiste en el desplazamiento de una casilla o escaque en horizontal, vertical o diagonal. En caso de que el jugador no haya movido el rey durante el juego, se le permite realizar un movimiento especial llamado enroque con una de las torres, cumpliendo algunos requisitos.

## Origen y etimología
Una de las leyendas que acompañan a la creación del juego cuenta que el brahmán Sissa creó el Chaturanga, precursor más antiguo del ajedrez, a petición del rajá hindú Balhait. Sissa se basó en las figuras del Ejército de la India, e incluyó la pieza que ahora se conoce como rey como forma representativa de su monarca y del papel que desempeñaba en la conducción de los ejércitos en la guerra. Este simbolismo de la pieza, representando el poder del Estado, acompañó los controvertidos hechos sobre el origen del juego. Cuando los persas asimilaron el ajedrez, adaptaron el nombre de la pieza principal de acuerdo con la figura de su jefe de Estado, el Shah. Esta adaptación también se originó la locución «jaque mate», que es una transliteración de shah mat, que significa «rey emboscado». En la actualidad, la pieza también puede ser encontrada como símbolo de liderazgo y estrategia, e ilustra frecuentemente tapa de libros sobre esos temas.
El juego continuó expandiéndose por el mundo, y, al llegar a Europa, probablemente traído por los árabes, la pieza fue nuevamente designada por la figura del rey, que era el jefe de Estado presente en la mayoría de los países europeos. En el subcontinente indio y en los países del Sudeste asiático se mantuvo el nombre original «rajá».
| Nombre     | árabe  | portugués  | hindi | indonesio | inglés    | japonés     | ruso   | persa    | húngaro |
| ---------- | ------ | ---------- | ----- | --------- | --------- | ----------- | ------ | -------- | ------- |
| Rey        | م مَلِك  | rei        | raja  | raja      | king      | kingu       | король | shāh     | király  |
| Jaque      | كِش مَلِك | xeque      | shah  | skak      | check     | chekku      | шах    | vide     | sakk    |
| Jaque mate | كِش مات | xeque-mate | maat  | skak mati | checkmate | chekkumeito | мат    | shāh mat | matt    |

## Arqueología
El artefacto arqueológico más antiguo pertenece al conjunto de piezas de Afrasiab, del cual fue encontrado solamente una pieza del rey o Shah. Se trata de una figura sentada en un trono en un gran carruaje tirado por tres caballos.
Los diseños simples y estilizados fueron desarrollados por los musulmanes siguiendo la prohibición del Islam de representar figuras vivientes. En estos conjuntos, el rey está representado por la pieza más grande y por lo general solo adornado con una corona. En el conjunto de las piezas de Ager, el rey está estilizado con un pequeño bloque cilíndrico con un corte, sugiriendo la figura de un trono.
El vestigio arqueológico más importante de piezas de ajedrez consiste en un conjunto de 78 piezas trabajadas en dientes de morsa y ballena, que datan del siglo XII, se encuentra en la isla de Lewis, en las Hébridas Exteriores de Escocia. En este conjunto de piezas, el rey se caracteriza por una espesa barba, sentado en un trono y armado con una espada desenvainada en su regazo y una corona.
Otras representaciones del Rey incluyen el conjunto de piezas de Carlomagno, donde el monarca está representado en un pequeño palacio tallado en marfil de elefante. Aunque de que emperador francés no haya conocido el juego, este honor es el resultado de la localización de los las piezas que fue encontrada en el siglo XIII en la basílica de Saint-Denis.
En 1849, Jacques of London y Nathaniel Cook, diseñaron los modelos de piezas Staunton, que se considera el estándar mundial para las competiciones de ajedrez. El modelo del rey en el patrón Staunton consiste en una figura de aproximadamente 9,5 cm con un remate en la parte superior, que puede ser una cruz patada, una flor de lis o una gota invertida. Su base debe ser de aproximadamente 40 a 50 % de su altura siendo opcional el uso de materiales densos dentro de la pieza, sin embargo, debe tener estabilidad.

## Movimiento
|    |       |       |       |       |       |       |    |    |  |
|    | a8    | b8    | c8    | d8 xo | e8 kd | f8 xo | g8 | h8 |  |
| a7 | b7    | c7    | d7 xo | e7 xo | f7 xo | g7    | h7 |    |  |
| a6 | b6    | c6    | d6    | e6    | f6    | g6    | h6 |    |  |
| a5 | b5    | c5    | d5    | e5    | f5    | g5    | h5 |    |  |
| a4 | b4 xo | c4 xo | d4 xo | e4    | f4    | g4    | h4 |    |  |
| a3 | b3 xo | c3 kl | d3 xo | e3    | f3    | g3    | h3 |    |  |
| a2 | b2 xo | c2 xo | d2 xo | e2    | f2    | g2    | h2 |    |  |
| a1 | b1    | c1    | d1    | e1    | f1    | g1    | h1 |    |  |
|    |       |       |       |       |       |       |    |    |  |

Gif de movimientos permitidos.

En la posición inicial de las piezas sobre el tablero, el rey blanco permanece en el escaque e1, de color oscuro, y el rey negro en el escaque e8 color claro. Según lo establecido por la FIDE, el rey debe estar representado por la letra R en la notación algebraica del ajedrez que se utilizará en los torneos oficiales. Los periódicos y la literatura recomienda el uso de figuras o diagramas ( y ).
El movimiento del rey permaneció prácticamente inalterado durante la evolución del ajedrez durante los siglos. Incluso el antecesor más antiguo tenía como movimiento un escaque en dirección vertical, horizontal o diagonal, limitada la condición del escaque para el cual se desea mover la pieza no esté bajo ataque de las piezas enemigas.
En las primeras versiones del ajedrez, se permitía, solo una vez durante la partida, que el rey saltara una pieza, con la condición de que el escaque sobre el cual salta tampoco esté bajo el ataque de un oponente, el rey no haya movido y no haya sido amenazado por jaque hasta el momento de la ejecución del movimiento. El rey posicionado en e1, por ejemplo, podía moverse para c1, c2, c3, d3, e3, f3, g1, g2 y g3 y algunas variaciones regionales incluso hasta b1 y b2.
Las variadas versiones de este movimiento originaron el enroque y, aproximadamente en el siglo XVII, se estableció la norma actual del movimiento. El principal cambio de la regla original fue la eliminación del requisito de que el rey no haya sido amenazado previamente. El enroque tiene como finalidad proteger al rey, al ubicarlo en la esquina del tablero, por lo general detrás de una fila de peones.
Según las leyes del ajedrez, el jugador de ajedrez no tiene la obligación de anunciar jaque o jaque mate durante el partido, sin embargo, este gesto se sigue practicando en partidos de nivel amateur.

## Estrategia
|       |       |       |       |       |       |       |       |    |  |
|       | a8    | b8    | c8    | d8    | e8    | f8 rd | g8 kd | h8 |  |
| a7 pd | b7    | c7    | d7    | e7 ql | f7    | g7 pd | h7    |    |  |
| a6    | b6 pd | c6 bd | d6 nl | e6    | f6 pd | g6    | h6 pd |    |  |
| a5    | b5    | c5    | d5 qd | e5    | f5 pl | g5    | h5    |    |  |
| a4    | b4    | c4 pd | d4    | e4    | f4    | g4    | h4    |    |  |
| a3    | b3    | c3 pl | d3    | e3    | f3    | g3    | h3 pl |    |  |
| a2 pl | b2 pl | c2    | d2    | e2 rl | f2    | g2 pl | h2    |    |  |
| a1    | b1    | c1    | d1    | e1    | f1    | g1 kl | h1    |    |  |
|       |       |       |       |       |       |       |       |    |  |

No es aconsejable mover el rey en la etapa de apertura ni en medio juego, salvo para protegerlo o realizar el enroque. Su protección se basa en las piezas a su alrededor que bloquean la mayoría de los ataques rivales. A medida que las piezas se cambian y el juego pasa a la final, el rey comienza a desempeñar un papel estratégico en defensa y ataque a piezas menores, bloqueo y captura de los peones pasados y la protección de sus propios peones pasados hasta el escaque de promoción. Otro aspecto importante en el final del juego es la oposición entre los reyes que puede llevar a posiciones de zugzwang o squeeze que pueden ser decisivas en el resultado del partido.
Al final del juego, el rey se convierte en un buen atacante y defensor de las piezas de su alrededor, defendiéndolas mejor que un caballo y atacar en lugar de un alfil. La escasez de piezas adversarias facilita la huida del rey en caso de jaque, principalmente en el centro del tablero por lo que es conveniente moverlo las posiciones más activas en el tablero, donde se puede aplicar tenedor.
Todavía no hay un consenso claro de cuando se permitió que el rey se lance al juego con seguridad desempeñando funciones activas, sin embargo, existen algunos ejemplos audaces del monarca participando como compañeros de adversario inclusive en el medio juego. En 1902, Richard Teichmann, un prominente jugador de finales del siglo XIX, visitaba Glasgow y en una partida contra ajedrecistas locales demostró brillantemente la importancia del rey como pieza de apoyo al jaque. En el diagrama de la derecha, las blancas están a punto de empezar a desplazarse del rey al escaque g6, forzando al jaque. 28.Rh2! b5 29.Rg3! a5 30.Rh4! (las blancas están a punto de crear una amenaza y el caballo protege los escaques claves e8 y f7) 30...g6 (forzado, debido al avance del rey blanco) 31.Te3! Dxg2 32.Tg3 Df2 o 32...g5+ 33.Rh5 Dxg3 34.Rg6! (después de cruzar el tablero, el rey blanco apoyará el mate) 33.fxg6 Df4+ 34.Tg4 Df2+ 35.Rh5!! y las negras abandonan.
Nigel Short, Howard Staunton, Alexander Alekhine y Anatoly Karpov, entre otros, también utilizaron el rey de forma audaz en sus partidas.
Ante la inminente derrota, el rey puede ser usado para forzar una tabla, bajo ciertas condiciones. Una de las estrategias empleadas es el tablas por ahogamiento, es el empate o tabla por cuando el jugador de ajedrez no puede jugar porque todos los movimientos posibles dejan al rey en jaque. Como las reglas del ajedrez no permiten que el rey se traslade a un escaque bajo ataque, el jugador de ajedrez que buscan una tabla sacrifica las piezas restantes y bloquea sus peones, para que le resten más posibilidades de movimientos de evitación. En el caso de que el rey esté solo en el tablero, se dice que es un rey solitario, que, en variantes más antiguas del juego, era considerado un método de victoria.
Su fuerza se evalúa basándose en cuatro puntos (una pieza menor y un peón), aunque no tenga sentido práctico en intercambios. En los programas informáticos, se emplea un valor arbitrario de doscientos o un millón de puntos, para indicar en las funciones de evaluación la imposibilidad de la pérdida de la pieza.

## La figura del rey en otras variantes
Debido a su importancia, el rey está presente en las principales variantes regionales de ajedrez, como el shōgi, Xiangqi, y en las variantes dimensionales como el ajedrez como el ajedrez hexagonal y el ajedrez tridimensional que también tienen la figura del monarca. Cada variante atribuye un papel diferente al rey, aunque en la mayoría de los casos sus movimientos sean los mismos. El diseño de la pieza también es variado, principalmente en versiones regionales donde se conservan elementos culturales con grafía y formato representativo.
En Xiangqi, la pieza representativa del rey se denomina «general», y según las reglas del juego no se mueve en diagonal, quedando también restringida a un área de la mesa llamado «palacio». En la variante llamada cavalomate, su papel es secundario, dejando el estatus de pieza real para el caballo, pudiendo inclusive ser capturado como las otras piezas, y en la variante Arktur se utilizan dos reyes, uno de los cuales debe ser capturado para alcanzar la victoria.
El anti ajedrez tiene una pieza no ortodoxa basada en el monarca occidental, llamada antirrey. Esta pieza tiene los mismos movimientos del rey, sin embargo, no captura las piezas del oponente y tu objetivo es escapar de la amenaza de éstas, es decir, el antirrey comienza el juego amenazado por el jeque convencional y debe escapar de esta condición. Este es un método de victoria siendo el otro que aplique el jaque mate al rey convencional. El rey cambió sus movimientos en las variantes Rey Escorpión donde incorpora los poderes de la pieza no ortodoxa llamada saltamontes. Por convertirse en una pieza fuerte, se ve obstaculizada su captura, lo que se extiende el tiempo de juego.